# Leucania nigrescens
Leucania nigrescens là một loài bướm đêm trong họ Noctuidae.